# Toshiyuki Kuroiwa
Toshiyuki Kuroiwa, född den 27 februari 1969 i Tsumagoi, Japan, är en japansk skridskoåkare.
Han tog OS-silver på herrarnas 500 meter i samband med de olympiska skridskotävlingarna 1992 i Albertville.